# Baseball-labda

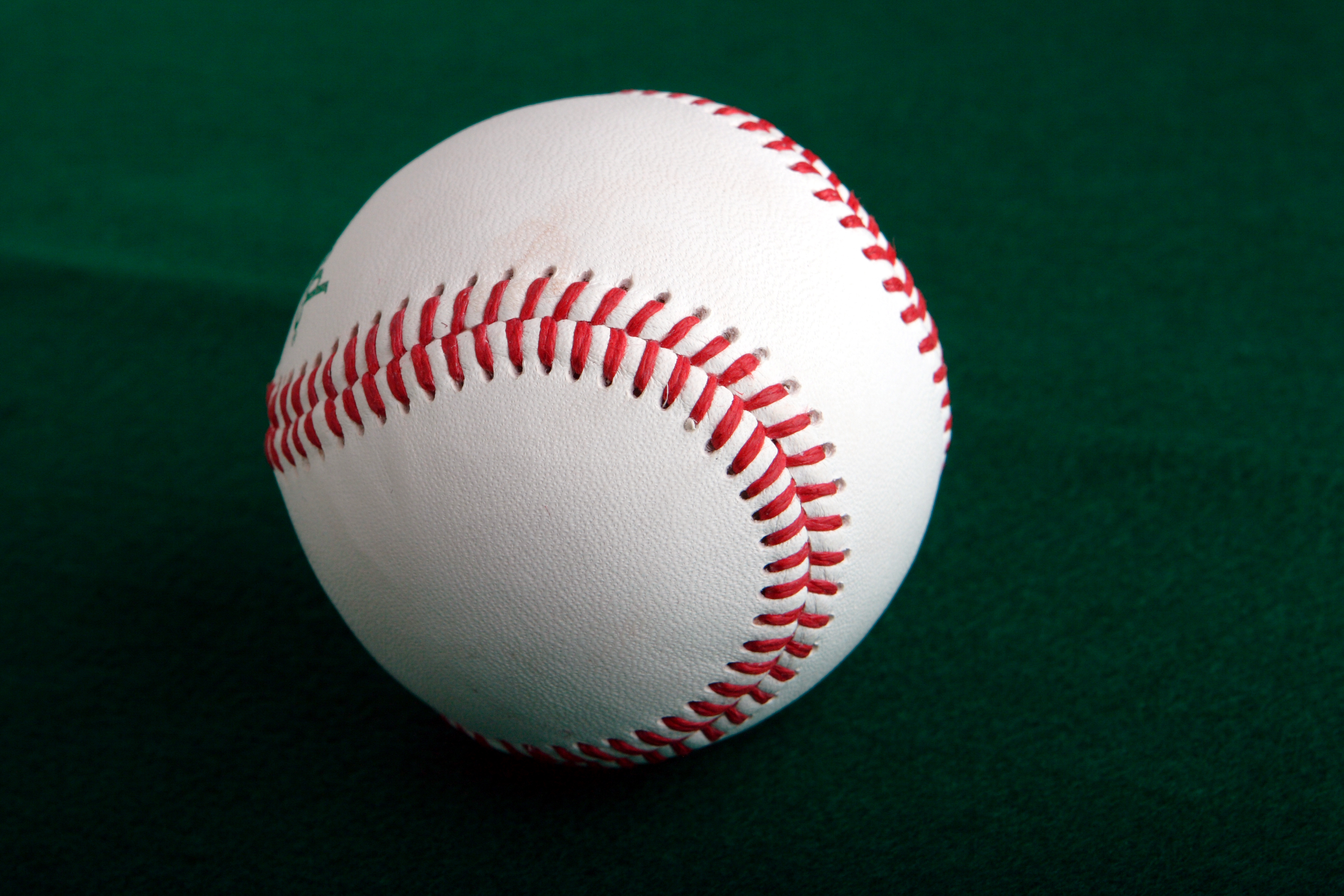
Egy baseball-labda

A baseball-labdát a baseball labdajátékban használják. A speciális labdának gumiból vagy parafából készült közepe van, ezt fonallal tekerik be és bőrrel fedik. A baseball-labdák kerülete 22–24 cm, tömege 142–149 gramm.

## A labda kifejlődése

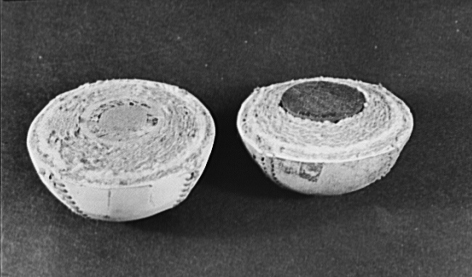
Félbevágott baseball-labdák, amelyek az összetételt szemléltetik. A bal oldalon látható a hagyományos, parafa közepű labda, a jobb oldalon a gumiközepű. Utóbbi elsősorban a második világháború alatt használták, amikor bizonyos anyagok felhasználása szigorúan szabályozva volt

A napjainkban is használt baseball-labdák ősét a 19. század végén a Spalding sportszergyártó cég fejlesztette ki, amelyet Albert Goodwill Spalding, legendás baseballjátékos alapított. A labdák közepén egy parafából készült mag volt, amelyet zsinórral tekertek körbe, ennek hossza akár több kilométer is lehetett. A labdák külsejét bőr borítja.
A második világháború alatt a parafa hiányciknnek számított, illetve felhasználása szigorú korlátokba ütközött, ezért a háború alatt a parafa magot gumimaggal helyettesítették. Napjainkban számos kísérletet tettek arra, hogy a labda természetes eredetű komponenseit műanyagokkal váltsák fel, de ezeket a játékosok általában alacsonyabb minőségűnek tartják, a Major League Baseball mérkőzésein nem is használhatók.
A labda kialakítása, a felhasznált anyagok természetesen befolyásolják a labda tulajdonságait. Napjainkban a bőr bevonat sokkal szorosabb, ezért a labdák is sokkal keményebbnek érződnek, az ütőt nagyobb sebességgel hagyják el. A bőrbevonat varrásai pedig azt befolyásolják, hogy mennyire tudja megpörgetni, csavarni a labdát a dobó.
A baseball mérkőzéseken kezdetben csak egy labdát használtak, kivéve ha a labda a játék során megrongálódott, a nézők közé ütött labdákat a csapatok alkalmazottai szerezték vissza, hogy azok ismét részt vegyenek a játékban. A mérkőzés során a labda általában elkoszosodott, itt-ott megsérült, ami természetesen befolyásolta a labda tulajdonságait és akár a mérkőzés eredményét is. Azonban 1920-ban Ray Chapman ütőjátékost a fején talált el egy labda egy szürkületi mérkőzés alatt és belehalt sérüléseibe. Ezt követően már nagyobb gondot fordítottak arra, hogy lehetőség szerint tiszta és sérülésmentes labdákat használjanak a mérkőzések alatt.
Napjainkban a Major League mérkőzésein használt hivatalos labdákat a Rawlings sportszergyártó cég szállítja, a labdák Costa Ricában készülnek kézi munkával. A Rawlings cég 1977-ben lett a liga hivatalos beszállítója, előtte a Spalding cég töltötte be ezt a szerepet. 1973-ig a labdákat lóbőr bevonattal készítették, de elsősorban az alapanyag beszerzése közüli nehézségek miatt 1974-ben áttértek a tehénbőrre.
A 20. század során a Major League-ben két technikailag megegyező, de eltérő feliratozású labdát használtak. Az Amerikai Liga labdáin az „Official American League” és az Amerikai Liga elnökének aláírása szerepelt kék tintával, míg a Nemzeti Liga labdáin az „Official National League” és a Nemzeti Liga elnökének aláírása szerepelt fekete tintával. 2000-ben a Major League átszervezése után megszűnttették a ligaelnöki pozíciókat és egységes labdát kezdtek használni.
A jelenleg érvényes szabályok értelmében a labda súlya 142–149 gramm, kerülete 22–24 cm. A labdák külsején összesen 108 dupla öltés található.
A mai mérkőzéseken akár több tucat labdát is elhasználhatnak, mivel számos karcolás, elszíneződés keletkezhet a labdákon, amit általában nemkívánatosnak tartanak. A nézők közé kiütött labdákat a nézők megtarthatják, kivéve ha valami jelentős alkalom, pl. rekordszámú hazafutás vagy személyes okok miatt a labdát visszakérik. Ilyenkor cserébe a néző pl. a játékos aláírásával ellátott ütőt kaphat.
A Major League Baseball csapatai a labdákat a "Baseball Rubbing Mud"-al kenik be játék előtt.